# Vetren (Pazardzjik)
Vetren (Bulgaars: Ветрен) is een stad in Bulgarije. De stad is gelegen in de gemeente Septemvri in oblast Pazardzjik. De stad Vetren ligt ongeveer 25 km ten noordwesten van het regionale centrum Pazardzjik en 74 km ten zuidoosten van de hoofdstad Sofia. 

## Bevolking
Op 31 december 2020 telde het stadje Vetren 2.803 inwoners. Het aantal inwoners vertoont al vele jaren een gestaag dalende trend: in 1946 had deze plaats nog 6.556 inwoners.
| Bevolkingsontwikkeling tussen 1934 en 2020          |
| --------------------------------------------------- |
|                                                     |
| Bron: Nationaal Statistisch Instituut van Bulgarije |

In de officiële volkstelling van 1 februari 2011 reageerden 2.809 van de in totaal 3.221 inwoners. Van deze 2.809 respondenten gaven 2.654 personen aangesloten te zijn bij de "Bulgaarse" etnische groep. Zo’n 3 respondenten identificeerden zichzelf met de "Turkse" etniciteit en 135 respondenten identificeerden zichzelf als “Roma”. De rest van de bevolking heeft geen zelfbeschikking opgegeven of helemaal geen antwoord gegeven
| Etnische samenstelling van de respondenten (2011) | Etnische samenstelling van de respondenten (2011) | Etnische samenstelling van de respondenten (2011) | Etnische samenstelling van de respondenten (2011) | Etnische samenstelling van de respondenten (2011) |
| ------------------------------------------------- | ------------------------------------------------- | ------------------------------------------------- | ------------------------------------------------- | ------------------------------------------------- |
|                                                   |                                                   |                                                   |                                                   |                                                   |
| Bulgaren                                          | Bulgaren                                          |                                                   | 94,5%                                             | 94,5%                                             |
| Turken                                            | Turken                                            |                                                   | 0,1%                                              | 0,1%                                              |
| Roma                                              | Roma                                              |                                                   | 4,8%                                              | 4,8%                                              |
| Anders/Onbekend                                   | Anders/Onbekend                                   |                                                   | 0,6%                                              | 0,6%                                              |